# Dufva i Finland
Dufva i Finland, var en uradlig ätt, fick frälse år 1413 och introducerades 1625 på nr 95, utslocknad 1747.
Stamfadern var Bengt Dufva som fick åtta barn varav 3 tog namnet Dufva.